# Tujia (socken i Kina)
Tujia (kinesiska: 涂家乡, 涂家) är en socken i Kina. Den ligger i provinsen Sichuan, i den sydvästra delen av landet, omkring 100 kilometer söder om provinshuvudstaden Chengdu.
Genomsnittlig årsnederbörd är 1 348 millimeter. Den regnigaste månaden är juli, med i genomsnitt 306 mm nederbörd, och den torraste är december, med 13 mm nederbörd.